# Silnice D9
Silnice D9 (chorvatsky Državna cesta D9) je silnice v Chorvatsku. Je dlouhá 10,9 km a je součástí evropské silnice E73. Slouží především ke spojení měst Opuzen a Metković, ale i dále ke spojení s Bosnou a Hercegovinou.

## Průběh
Silnice prochází přes tři sídla: přes město Opuzen (zahrnuje most přes řeku Mala Neretva), vesnici Krvavac II a město Metković. Celá silnice vede u pravého břehu řeky Neretvy.